# Pseudonortonia zairensis
Pseudonortonia zairensis är en stekelart som först beskrevs av Joseph Charles Bequaert 1918.  Pseudonortonia zairensis ingår i släktet Pseudonortonia och familjen Eumenidae. Utöver nominatformen finns också underarten P. z. ferrugineopetiolatus.